# Onde de crue
Une onde de crue est une onde de propagation de la surélévation du niveau maximum de crue de l'amont vers l'aval d'un cours d'eau.
Lorsque le débit amont est supérieur au débit aval sur une section de cours d'eau, l'eau monte jusqu'à ce que les débits s'équilibrent. La montée du niveau d'eau provoque une augmentation du débit aval. La vitesse de montée dépend de la différence de débits et de l'aire de la surface inondée. L'onde de crue se déplace donc plus lentement que l'eau dans la rivière et sa vitesse dépend du débit et des conditions géographiques locales. Un large lit majeur mettra plus de temps à se remplir qu'une vallée étroite et l'onde de crue se déplacera donc plus lentement. Afin de limiter les dégâts aux villes et villages riverains, on aménage des zones d'expansion de crue dans des zones inondables moins sensibles.

## Voir Aussi
- Adhémar Barré de Saint-Venant, hydraulicien français du XIXe siècle qui a théorisé le phénomène (Équations de Barré de Saint-Venant)
- Hydraulique urbaine, Hydrologie
- Inondation, Prévision des crues
- Inondations catastrophiques
- Mascaret, brusque surélévation de l'eau d'un fleuve provoquée par l'onde de la marée montante lors des grandes marées
- en:Tidal bore, a water wave traveling upstream a river or narrow bay because of an incoming tide